# 吉里基

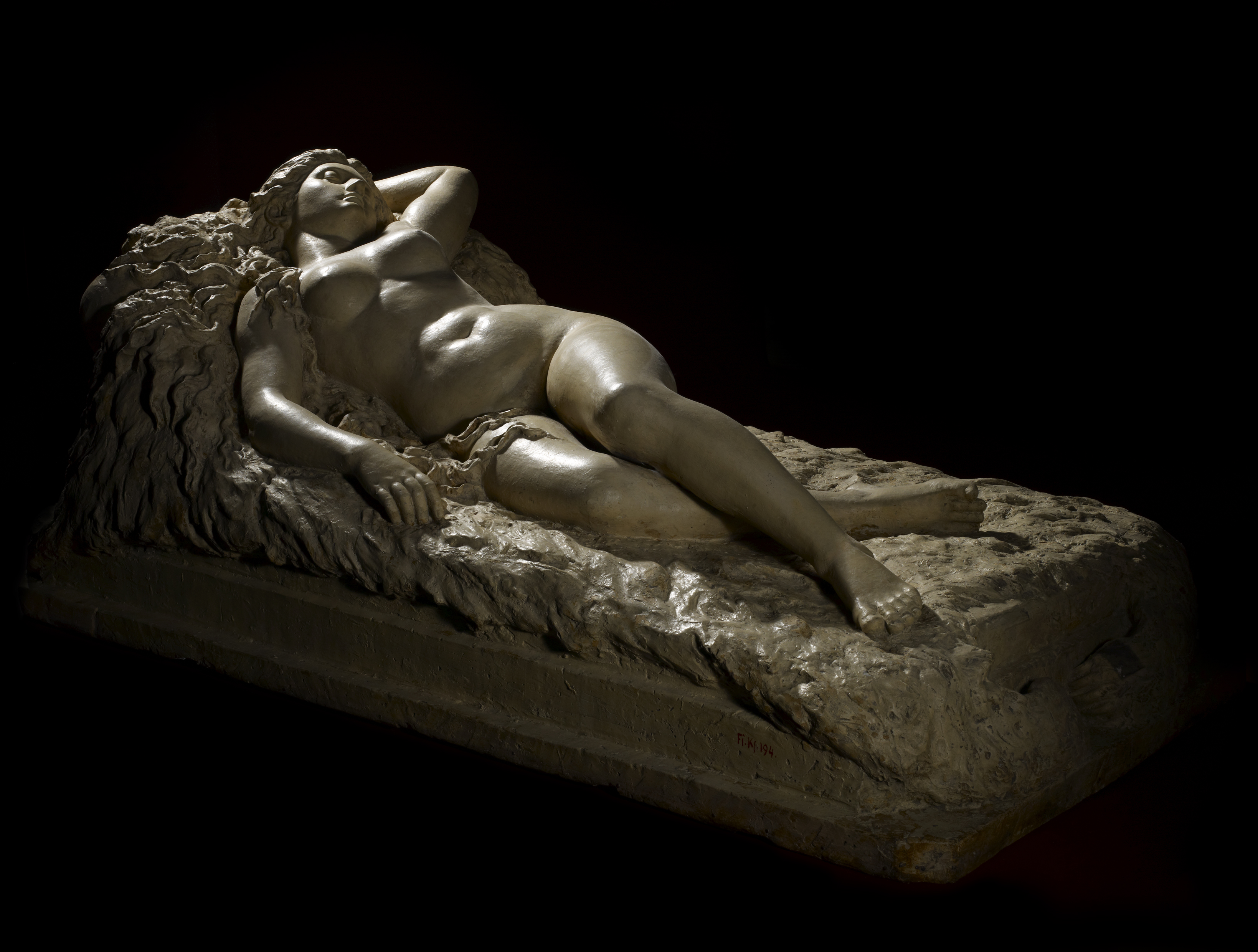
《吉里基》，卡尔·埃内亚斯·舍斯特兰德，1883年

吉里基（芬蘭語：Kyllikki）是芬兰民族史诗《卡勒瓦拉》中勒明盖宁的妻子。她总是很高兴并喜欢跳舞。出身贫寒的勒明盖宁把萨里的富家闺女吉里基抢来作为妻子。勒明盖宁向吉里基保证，如果吉里基不去别家串门的话，他就不会去战场。当她看到勒明盖宁的房子时，吉里基称其为饥荒后的废墟。勒明盖宁保证会造一幢新的更好的屋子。
勒明盖宁有次出去打渔后彻夜未归，他妻子就出去串门。于是勒明盖宁出发去打仗并向波赫约拉的姑娘求婚。

## 图集

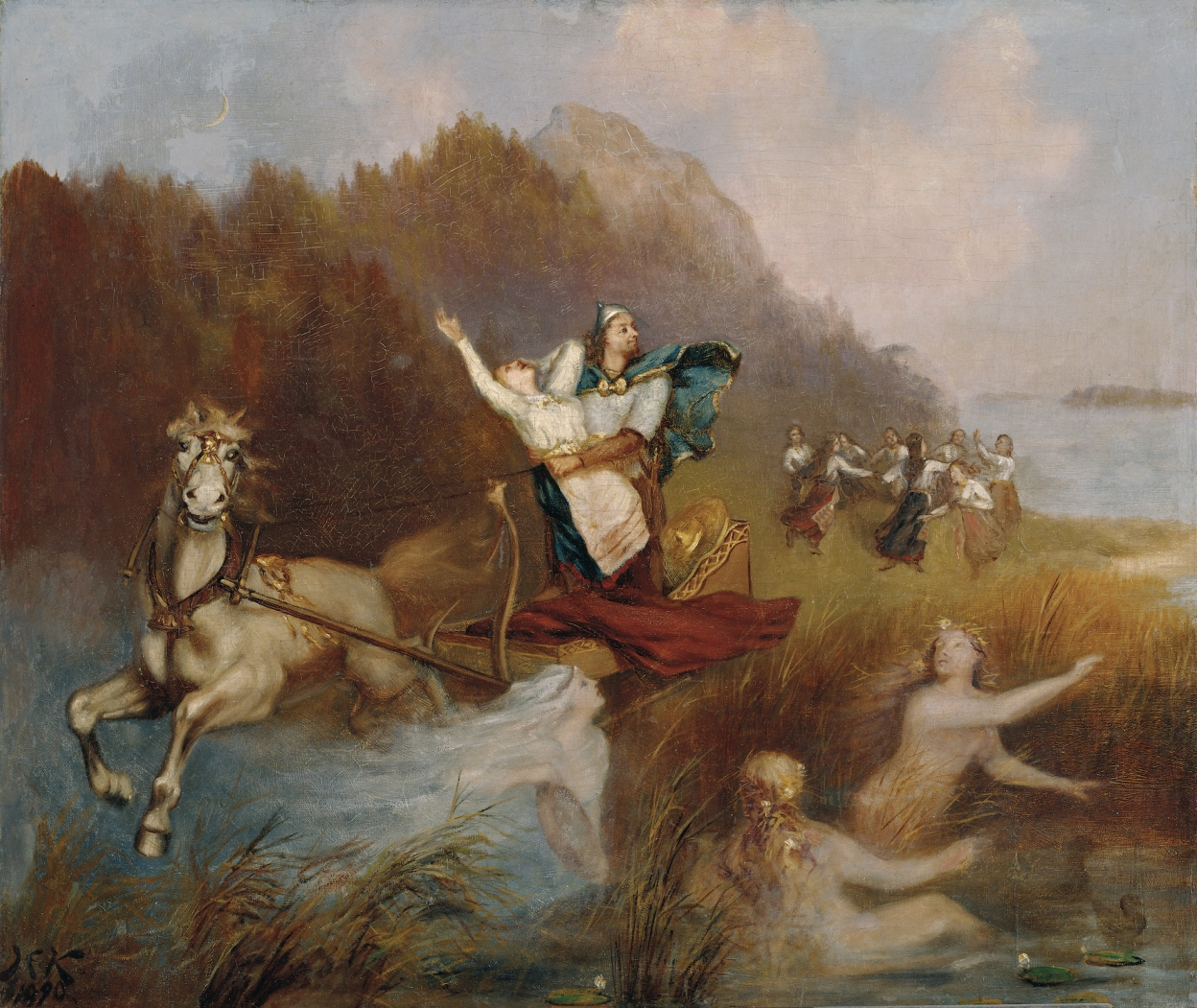
《吉里基抢亲》，约翰·科特曼（芬蘭語：Johan Kortman），1890年
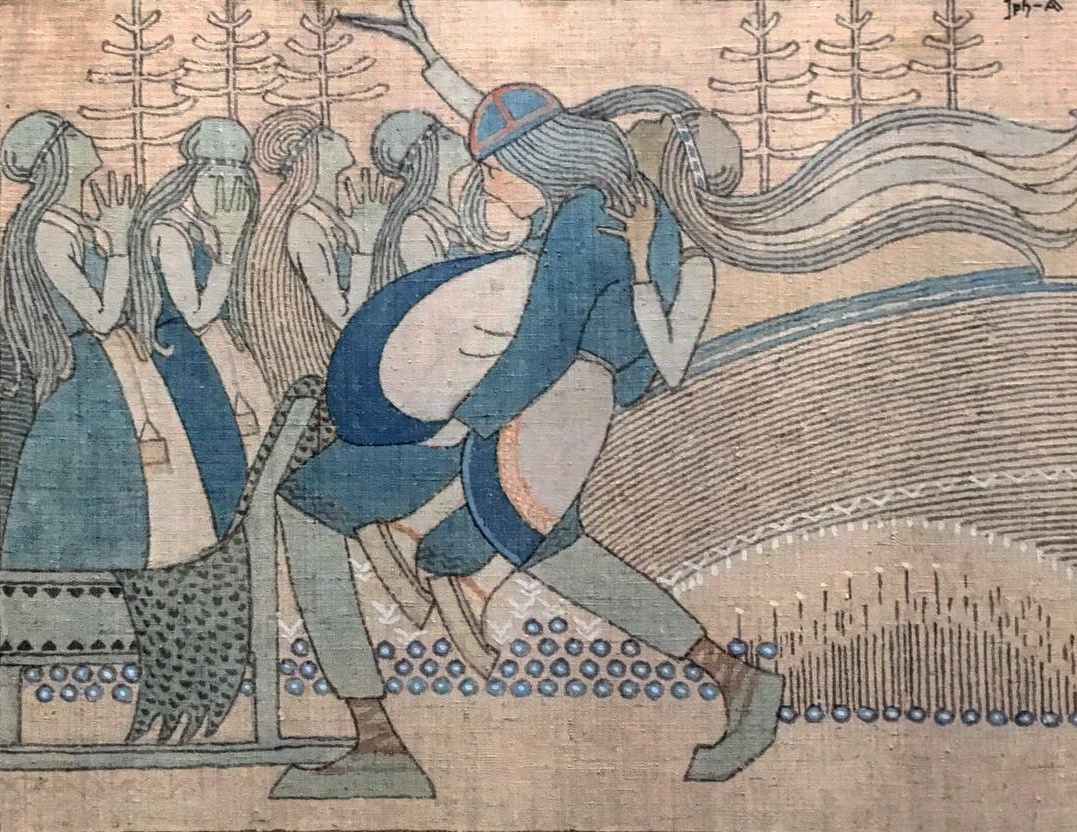
《吉里基抢亲》，约瑟夫·阿拉宁（芬蘭語：Joseph Alanen），1916–1917年间